# Campeonato Mundial de Triatlón de 2002
El XIV Campeonato Mundial de Triatlón se celebró en Cancún (México) el 10 de noviembre de 2002 bajo la organización de la Unión Internacional de Triatlón (ITU) y la Federación Mexicana de Triatlón.

## Resultados
| Evento    | Oro                     | Plata                            | Bronce                      |
| --------- | ----------------------- | -------------------------------- | --------------------------- |
| Masculino | Iván Raña · España      | Peter Robertson Australia        | Andrew Johns Reino Unido    |
| Femenino  | Leanda Cave Reino Unido | Barbara Lindquist Estados Unidos | Michelle Dillon Reino Unido |

### Masculino
| Puesto            | Triatleta       | País        |       |       |       | Final   |
| ----------------- | --------------- | ----------- | ----- | ----- | ----- | ------- |
| Medalla de oro    | Iván Raña       | España      | 19:56 | 56:19 | 32:05 | 1:50:41 |
| Medalla de plata  | Peter Robertson | Australia   | 20:03 | 56:20 | 32:31 | 1:51:07 |
| Medalla de bronce | Andrew Johns    | Reino Unido | 20:07 | 56:11 | 32:36 | 1:51:17 |

### Femenino
| Puesto            | Triatleta         | País           |       |         |       | Final   |
| ----------------- | ----------------- | -------------- | ----- | ------- | ----- | ------- |
| Medalla de oro    | Leanda Cave       | Reino Unido    | 20:04 | 1:01:10 | 38:05 | 2:01:31 |
| Medalla de plata  | Barbara Lindquist | Estados Unidos | 19:59 | 1:01:11 | 38:18 | 2:01:41 |
| Medalla de bronce | Michelle Dillon   | Reino Unido    | 20:55 | 1:01:54 | 37:16 | 2:02:11 |

## Medallero
| Núm. | País           | Oro | Plata | Bronce | Total |
| ---- | -------------- | --- | ----- | ------ | ----- |
| 1    | Reino Unido    | 1   | 0     | 2      | 3     |
| 2    | España         | 1   | 0     | 0      | 1     |
| 3    | Australia      | 0   | 1     | 0      | 1     |
| 3    | Estados Unidos | 0   | 1     | 0      | 1     |
|      | TOTAL          | 2   | 2     | 2      | 6     |